# کیسوکه کوریهارا
کیسوکه کوریهارا (انگلیسی: Keisuke Kurihara؛ زادهٔ ۲۰ مهٔ ۱۹۷۳) بازیکن فوتبال اهل ژاپن است.
از باشگاه‌هایی که در آن بازی کرده‌است می‌توان به باشگاه فوتبال ویسل کوبه، باشگاه فوتبال سانفریس هیروشیما، باشگاه فوتبال توکیو وردی، باشگاه ورزشی توچیگی، و باشگاه فوتبال آلبیرکس نیگاتا اشاره کرد.